# Міжнародний день митника
Міжнаро́дний день ми́тника — свято, яке відзначається щороку 26 січня.

## Історія свята
У листопаді 1952 року набрала чинності Конвенція про утворення Ради митного співробітництва. 26 січня 1953 року в Брюсселі відбулася перша сесія Ради митного співробітництва(від 1994 року відома під сучасною назвою — Всесвітня митна організація). На сесії керівниками своїх митних служб було представлено 17 країн Європи.
Основні етапи цієї історії охоплюють 1947 рік, коли 13 європейських держав створили Митний комітет, 1950 рік — рік створення Ради митного співробітництва, 1992 рік — Україна набула членства в Раді митного співробітництва, 1995 рік, коли відбулося перетворення Ради на Всесвітню митну організацію (ВМО).
Через 30 років, 1983 року, саме цей день — 26 січня — вибрали як щорічне свято — Міжнародний день митника.